# Moussa Benhamadi
Pour les articles homonymes, voir Benhamadi.
Moussa Benhamadi, né le 4 janvier 1953 à Ras El Oued, dans la région de Bordj Bou Arreridj (Algérie) et mort le 17 juillet 2020 à Alger, est un chercheur et un homme politique algérien, membre du FLN.

## Biographie
Ingénieur en informatique et chercheur en systèmes d'information et réseaux. Il est nommé en 1986 Directeur général  du Centre de recherche sur l'information scientifique et technique, par abréviation CERIST qui a été créé par le décret No 85-56 du 16 mars 1985. Le CERIST sera dès 1993 le premier fournisseur d'accès à Internet en Algérie. Il dirige le CERIST jusqu'en 2002, avant d'être élu député à l'Assemblée populaire nationale sur les listes FLN à Bordj Bou Arreridj. Le 13 mai 2008, il est nommé P-DG d’Algérie Télécom puis, en mai 2010, ministre de la Poste et des TIC.
Il a été membre et vice-président de l'Association algérienne des fournisseurs de services Internet (AAFSI), le 24 décembre 2008. Il est aussi membre du Comité national pour l'aménagement du territoire «Algérie 2025» et a dirigé la commission nationale d'enseignement virtuel de février 2003 jusqu'à sa nomination au gouvernement. Son frère Abderrahmane dirige le groupe familial Benhamadi spécialisé dans le montage de produits électroniques.
Le 18 septembre 2019, dans le contexte des manifestations de 2019 en Algérie, il est arrêté, accusé de corruption dans l'affaire du Groupe familial Condor et placé en mandat de dépôt, le 19 septembre 2019. Il meurt en détention à la prison d'El-Harrach le 17 juillet 2020 à la suite d'une contamination par la COVID-19,.

## Fonctions
- 1986 - 2002 : Directeur du CERIST centre de recherche sur l'informatique scientifique et technique
- 2002 - 2007: Député à l'assemblée populaire nationale (FLN).
- 2008 - 2010 : Président Directeur général du  Groupe  Algérie Télécom.
- 2010 - 2012:  Ministre de la poste et des technologies de l'information et de la communication.